# Сабуров, Иван Васильевич
Ива́н Васи́льевич Сабу́ров (1788—1873) — агроном и общественный деятель.

## Биография
Родился в 1788 году в Пензе. Указ Департамента герольдии от 22.05.1850 г. № 3859 сообщал об утверждении определения 8.01.1795 года «о внесении секунд-майора Василия Михайловича Сабурова с детьми Яковом и Иваном» в 4-ю часть Дворянской родословной книги. Отец, Василий Михайлович (1757 или 1761 — до 1822) — секунд-майор в отставке; с 1801 по 1807 годы был предводителем дворянства Пензенского уезда. В семье было ещё два сына: Дмитрий (1799 — 28.05.1884) — в 1837—1844 годах был предводителем дворянства Мокшанского уезда и известность получил как создатель уникального Белокаменского лесопарка, где собрал десятки экзотических деревьев и кустарников из различных стран; Василий (179? — после 1855) — майор, получивший в составе Пензенского ополчения во время Крымской войны, золотое оружие с надписью: «За храбрость»; в 1851—1854 годах — пензенский уездный предводитель дворянства; имел сына Якова (1840—1914), ставшего в 1900 году сенатором.
В 1806 году поступил в военную службу и служил в Киеве. В 1809 году вышел в отставку, женился на племяннице М. М. Хераскова, Вере Петровне Херасковой, и поселился у своего отца в селе Дертеве Пензенской губернии и начал заниматься хозяйством. В 1812 году он в чине майора был избран командиром батальона пензенского ополчения; участвовал в походе 1813 года; был назначен дрезденским плац-майором; затем был комендантом в Дрездене и исполнял дипломатическое поручение в Вене. Вернувшись на родину, он серьёзно изучал сельское хозяйство, политическую экономию и статистику и после смерти своего отца стал вести самостоятельно сельское хозяйство. В 1822 году был избран членом Императорского Московского Общества сельских хозяев восточной России.
Ему принадлежат: «Краткое руководство к разведению и содержанию тонкошерстных овец в Средней России» (М., 1826); «Записки пензенского землевладельца. О теории и практике сельского хозяйства» («Отечественные записки», 1842 и 1843 гг. — Ч. XX—XXVI); «Записки о хозяйстве южной части Пензенской губернии в 1854 г.». («Труды Императорского вольного экономического общества». — 1854 г. — № 9); «Хозяйственно-статистическая программа для описания состава, производительности, силы и различных принадлежностей русских дворянских имений» (Приложение к сельскому благоустройству. — М., 1858); «Ход земледелия в Англии. Предварительные соображения и сравнения» (1870?); «Мнения о мерах к улучшению крестьянского сельского хозяйства» (М., 1876); «Карта России с подразделением на полосы по отношению к сельскохозяйственной производительности»; «Таблицы для собирания статистических сведений» и др.
В последние годы своей жизни был председателем пензенского статистического комитета. Умер в Пензе 6 октября 1873 года.

## Семья
Дети:
- Сергей Иванович (1811—?), был женат на сестре П. И. Саломон Софье (1822—?). У них дети: Дмитрий и Ольга.
- Михаил Иванович (30.03.1812 — ?), учился в Московском университетском благородном пансионе и Школе гвардейских юнкеров вместе с М. Ю. Лермонтовым; был одним из его близких друзей и ему был посвящён ряд стихотворений поэта.
- Софья Ивановна (1816—1864), в замужестве Клушина, также была адресатом лирики М. Ю. Лермонтова.